# Anthony Joseph Bevilacqua
Anthony Joseph Bevilacqua (Brooklyn, 17 juni 1923 - Wynnewood (Pennsylvania), 31 januari 2012) was een Amerikaans geestelijke en kardinaal van de Rooms-Katholieke Kerk.
Bevilacqua werd op 11 juni 1949 tot priester gewijd. Op 4 oktober 1980 werd hij benoemd tot hulpbisschop van Brooklyn en titulair bisschop van Aquae Albae in Byzacena. Zijn bisschopswijding vond plaats op 24 november 1980. Op 7 oktober 1983 werd hij benoemd tot bisschop van Pittsburgh. Bevilacqua werd op 8 december 1987 benoemd tot aartsbisschop van Philadelphia.
Tijdens het consistorie van 28 juni 1991 werd Bevilacqua kardinaal gecreëerd met de rang van kardinaal-priester. Zijn titelkerk werd de Santissimo Redentore e Sant'Alfonso in Via Merulana.
Bevilacqua ging op 15 juli 2003 met emeritaat.
- Gemeinsame Normdatei: 1150441275
- International Standard Name Identifier: 0000 0000 2446 0328
- Library of Congress Control Number: n81082174
- Nederlandse Thesaurus van Auteursnamen: 074910787
- SNAC: w6jt7hrs
- Virtual International Authority File: 21007284
- WorldCat: E39PBJrGywP7PT938XQjT7XWXd